# Ighișu Vechi, Sibiu
Ighișu Vechi,, mai demult Ighișul Vechi, Ibișdorful-român, Ighișdorf, Ighișdorful român (în dialectul săsesc Eibesterf, în germană Wallachisch-Eibesdorf, Eibesdorf, Libesdorf, în maghiară Oláhivánfalva, Ivánfalva), este un sat în comuna Bârghiș din județul Sibiu, Transilvania, România. Se află în partea de est a județului,  în Podișul Târnavelor.

## Obiective memoriale

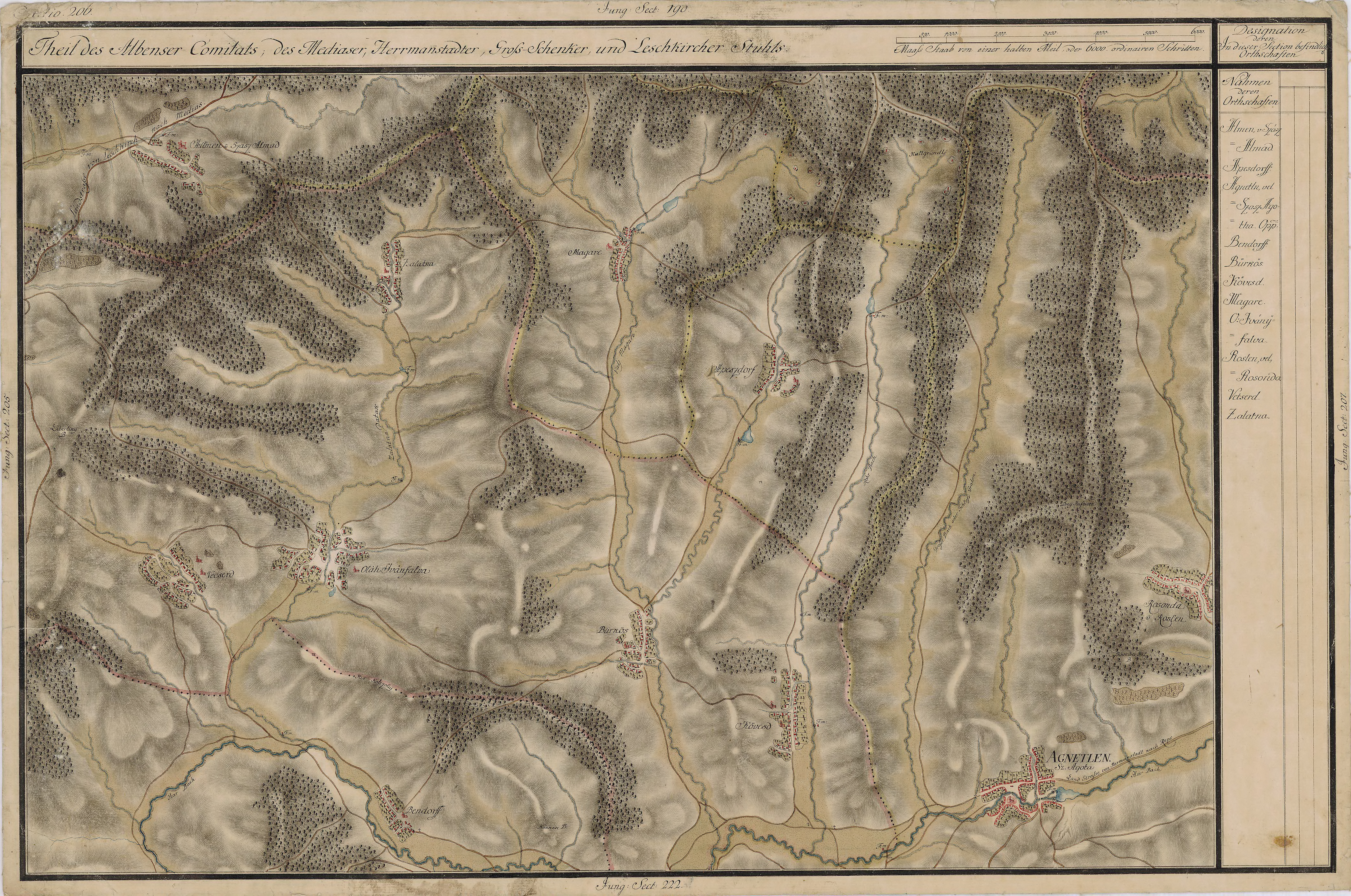
Ighișu Vechi în Harta Iosefină a Transilvaniei, 1769-1773

Parcela Eroilor Români din cele două războaie mondiale este amplasată în cadrul cimitirului din localitate și are o suprafață de 1500 mp. În această parcelă sunt înhumați 22 de eroi, în morminte individuale.

## Personalități locale
- Liviu Constantinescu (1914 – 1997), geofizician, profesor universitar, membru al Academiei Române, unul din fondatorii școlii române de geofizică.
- Preoții Constantinescu[4] din Ighișul Vechi.

## Imagini

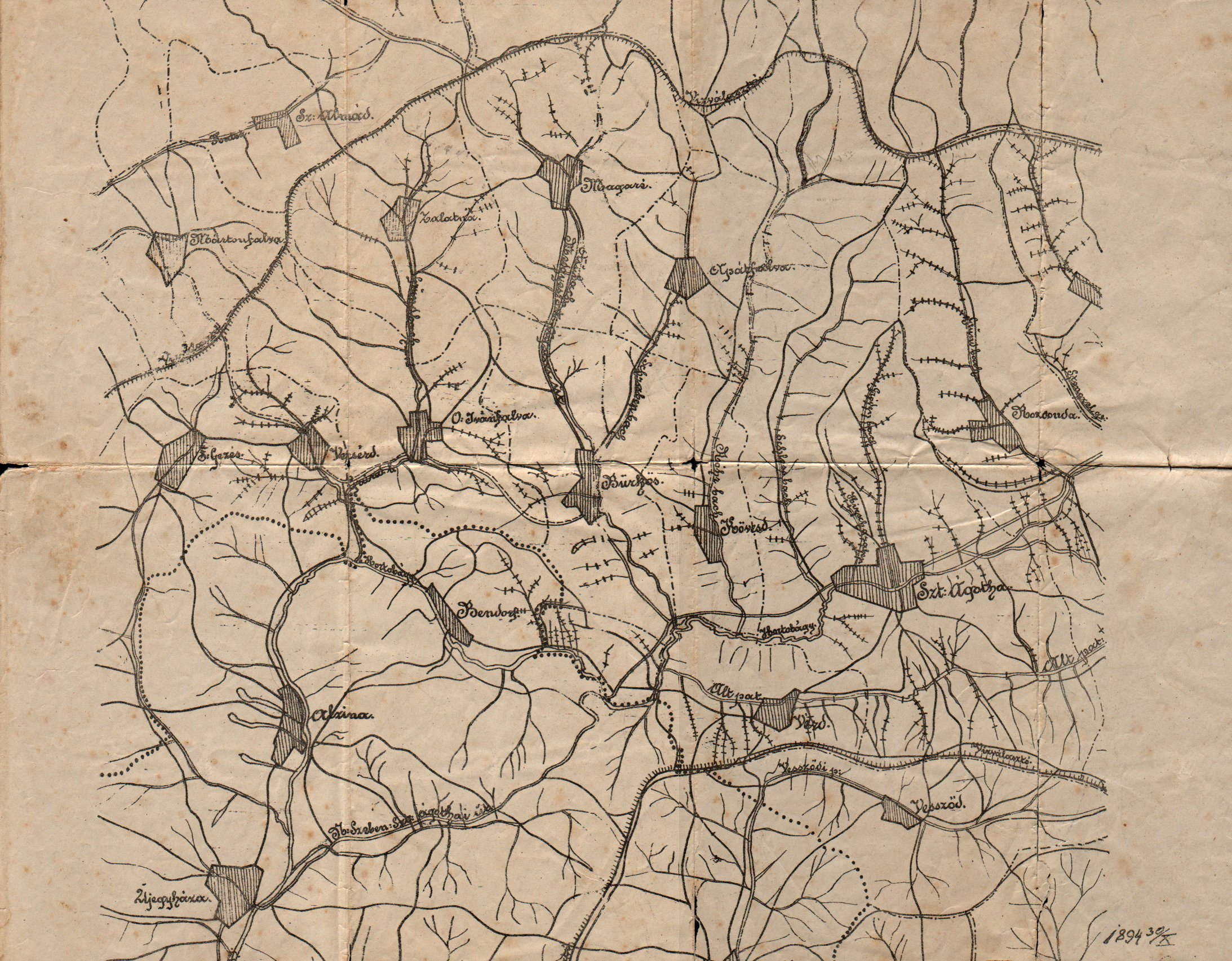
Împrejurimile localității Ighișu Vechi, hartă maghiară din 1894.
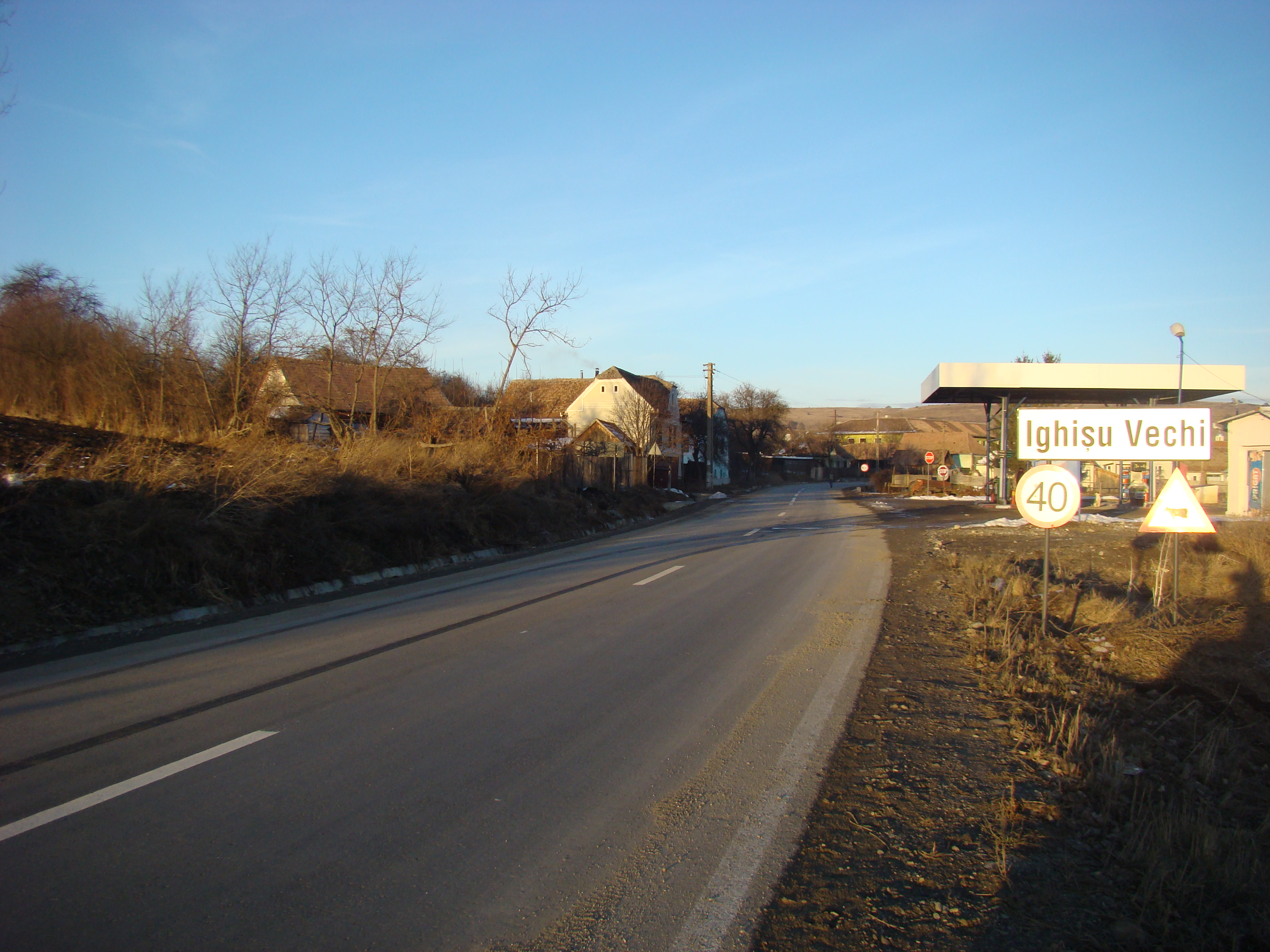
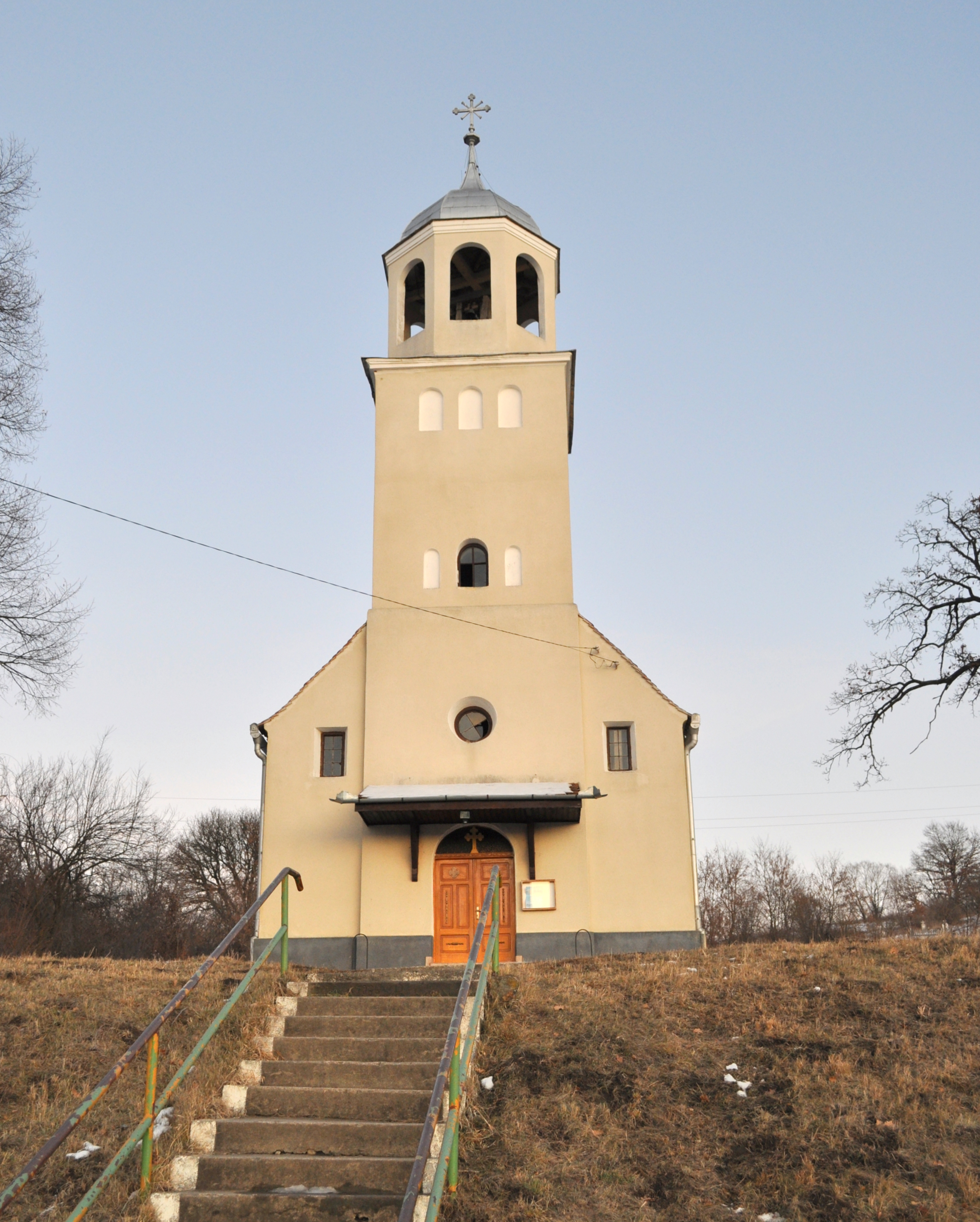
Biserica „Sfinții Arhangheli”
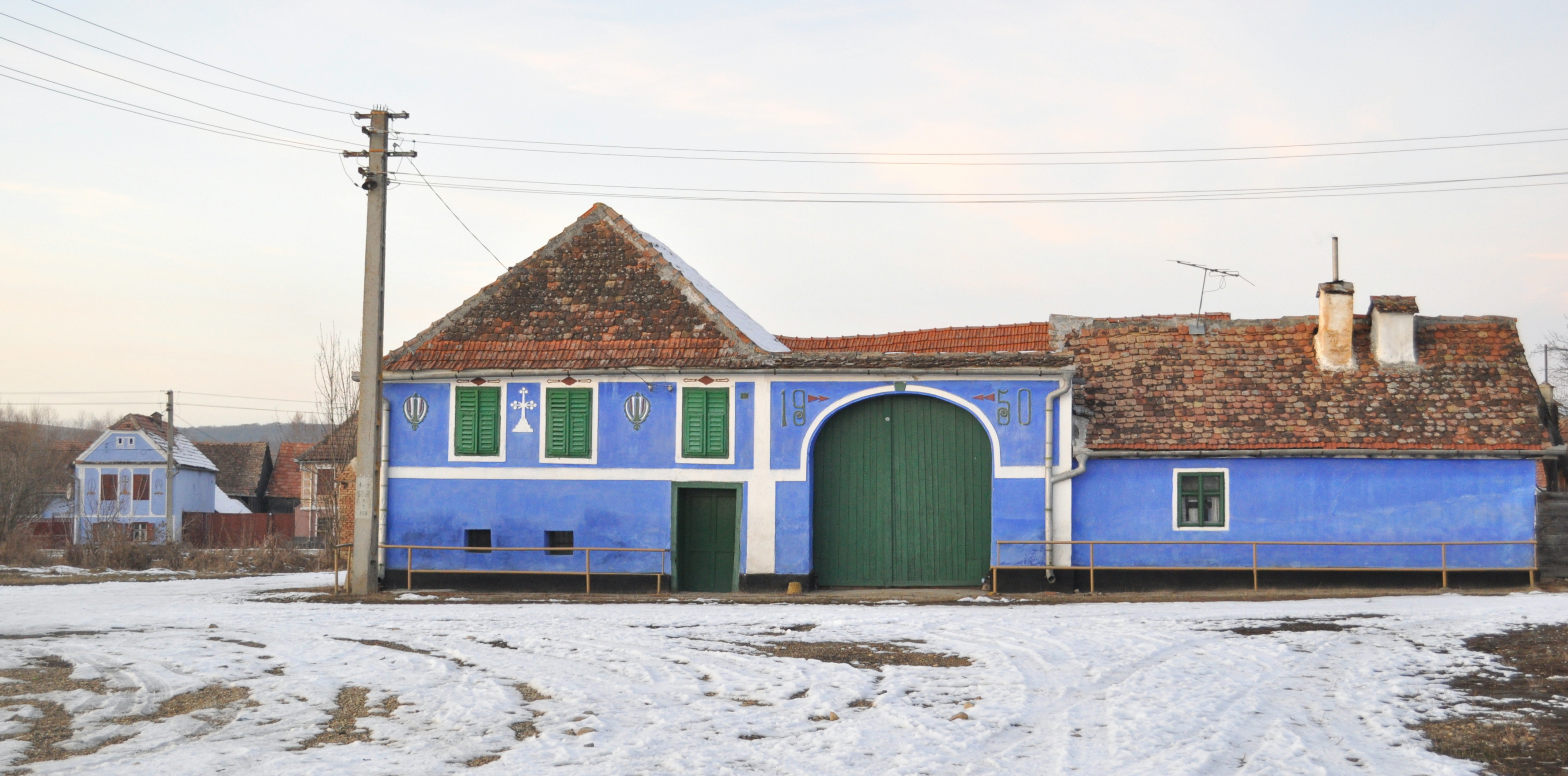
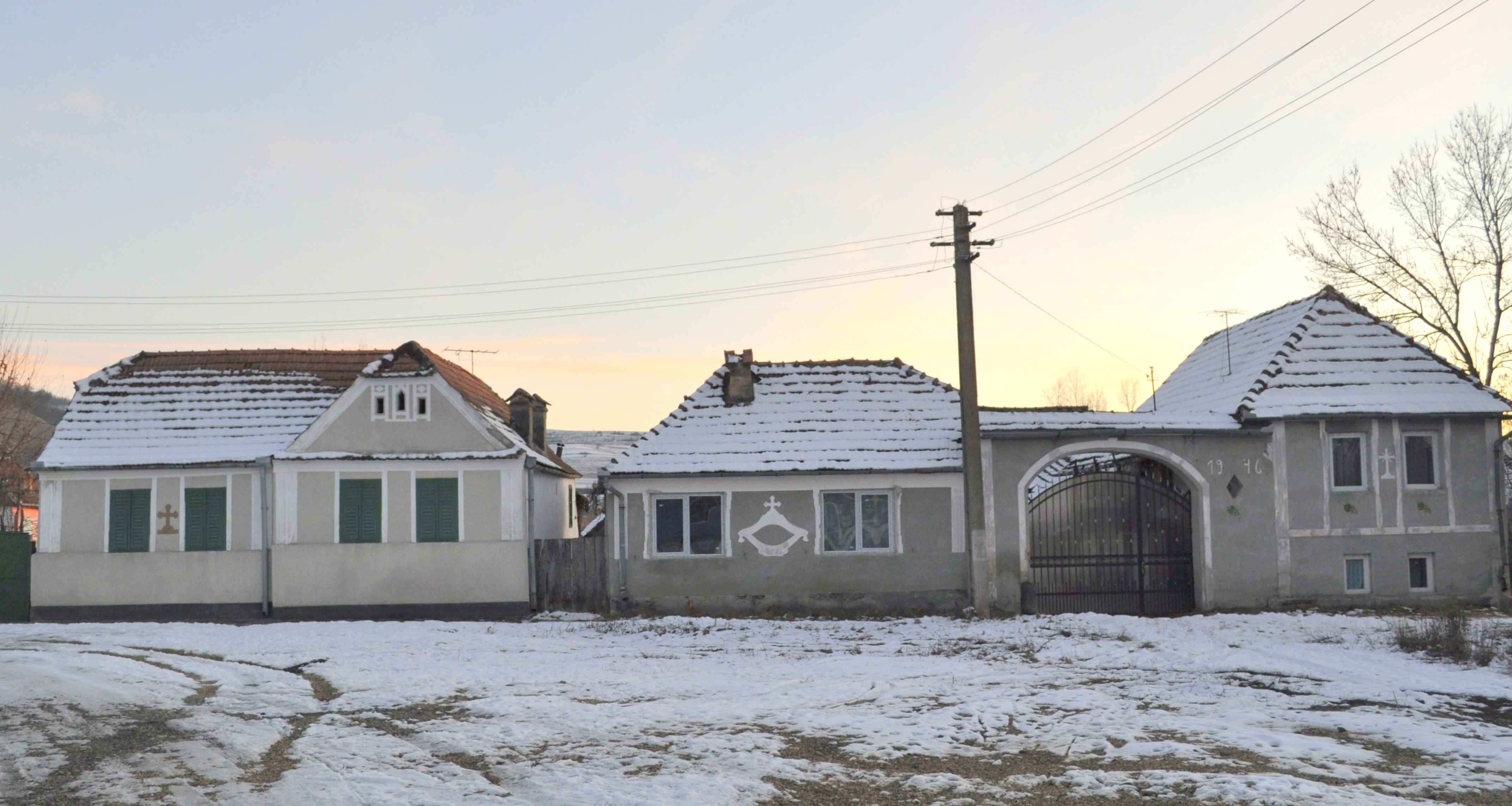